# Darpa (bướm)
Darpa là một chi bướm ngày thuộc họ Bướm nâu.